# Strzelanina w Annabergu
Strzelanina w Annabergu – strzelanina, do której doszło w dniu 16 i 17 września 2013 roku w Annabergu nieopodal miasta Melk w Austrii. Strzelanina była wynikiem nieudanej próby aresztowania 55-letniego sprawcy podejrzewanego o kłusownictwo; w wyniku strzelaniny zginęło 5 osób, a 1 została ranna.

## Przebieg
W dniu ataku policjanci otrzymali zgłoszenie, że w lesie nieopodal Annabergu znajduje się podejrzanie zachowująca się osoba, prawdopodobnie kłusownik, który próbuje rozstawiać pułapki na zwierzynę. Policjanci dotarli na miejsce wieczorem i próbowali sprawdzić znajdujący się nieopodal pojazd, który zastali na miejscu. W środku pojazdu znajdował się 55-letni Alois Huber, który odjechał gdy zauważył policjantów zbliżających się do jego pojazdu; funkcjonariusze ruszyli wtedy za nim, ale sprawca w pewnym momencie zjechał do rowu, wysiadł z pojazdu i oddał strzały do funkcjonariuszy oraz jadącego z nimi medyka, zabijając policjanta oraz medyka, a kolejnego policjanta ciężko raniąc.
Napastnik następnie odjechał w stronę Melku, zabijając po drodze kolejnego policjanta, którego napotkał, oraz biorąc kolejnego jako zakładnika i porywając policyjny radiowóz. Sprawca dotarł do swojego domu na przedmieściach Melku z porwanym policjantem; wkrótce potem policja ustaliła jego lokalizację i rozpoczęła obławę na jego dom. Przez cały następny dzień policjanci starali się negocjować ze sprawcą, ale ten oddawał do nich co jakiś czas strzały. Policjanci odnaleźli w samochodzie Hubera martwe ciało uprowadzonego wcześniej policjanta, po czym zdecydowali się rozpocząć szturm na dom Hubera. O 18:20 weszli do domu przy wsparciu jednostki specjalnej EKO Cobra i odkryli zwęglone zwłoki sprawcy ataku, który najprawdopodobniej popełnił samobójstwo przez samospalenie.
W strzelaninie zginęło 3 policjantów w wieku od 38 do 51 lat oraz 70-letni lekarz i działacz Czerwonego Krzyża Johann Dorfwirth.

## Reakcje
Na wieść o strzelaninie, austriacki parlament przerwał swoje obrady i uczcił pamięć zastrzelonych policjantów minutą ciszy. Minister spraw wewnętrznych Austrii Johanna Mikl-Leitner złożyła kondolencje rodzinom ofiar i stwierdziła, że incydent ten był bezprecedensowy w historii austriackiej policji.

## Ofiary strzelniany
1. Roman Baumgartner (lat 38)
2. Manfred Daurer (lat 44)
3. Johann Dorfwirth (lat 70)
4. Johann Ecker (lat 51)
5. Alois Huber (lat 55)